# Polyplax antennata
Polyplax antennata är en insektsart som beskrevs av Ales Smetana 1960. Polyplax antennata ingår i släktet Polyplax och familjen ledlöss. Inga underarter finns listade i Catalogue of Life.